# Laserpitium krapfii
Laserpitium krapfii är en flockblommig växtart som beskrevs av Heinrich Johann Nepomuk von Crantz. Laserpitium krapfii ingår i släktet spenörter, och familjen flockblommiga växter. Inga underarter finns listade i Catalogue of Life.